# Sonia del Rio
Pour les articles homonymes, voir Boisvenu.
Sonia del Rio, nom de scène de Sonia Boisvenu, née le 29 janvier 1940 à Rouyn-Noranda dans la province de Québec et morte le 13 octobre 2023, est une personnalité de la danse québécoise.

## Biographie
Sonia del Rio (Boisvenu) est née le 29 janvier 1940 à Rouyn au Québec. La famille s'installant à Montréal, elle commence, dès l'âge de treize ans, l'étude de la danse classique et espagnole au studio Lucasse-Morenoff. Sa rencontre avec José Greco sera déterminante. Elle entreprend des études en Espagne avec des professeurs réputés, tels que Mercedes y Albano, Raquel Lucas, Azorin et Jose Granero. Son acharnement au travail lui permet d'être l'unique canadienne à obtenir un diplôme de la Real Escuela Superior de Arte Dramatico y Danza de Madrid.
Elle est soliste au Théâtre de l'Opéra La Scala de Milan et danse quatre années au Théâtre Le Châtelet de Paris, auprès de Luis Mariano. Rentrée au pays, Ludmilla Chiriaeff, fondatrice des Grands Ballets Canadiens, la prie de joindre l'École supérieure de danse du Québec. Elle y occupe les fonctions de professeure et de chorégraphe durant plusieurs années.
Elle est aussi chorégraphe et première danseuse à l'Opéra de Montréal, l'Orchestre symphonique de Montréal et l'Orchestre symphonique de Québec. Elle crée en 1975 l'École de danse espagnole et flamenco Sonia Del Rio. En 1997, engagée par Skate Canada, elle collabore à une chorégraphie espagnole avec le médaillé d'or Paul Duchesnay pour l'équipe Junior de patinage artistique du Québec. À l'été de la même année, elle présente un concert au château de Dampierre-sur-Boutonne. Les critiques de la presse lui valent une seconde invitation au mois de juillet 2000.
Elle reçoit le 14 octobre 1998 au nom du roi Juan Carlos d'Espagne l'Ordre d'Isabelle la Catholique, la distinction la plus élevée accordée à une artiste étrangère. Au mois d'août 1999, Sonia del Rio est nommée marraine de la Féria de Montréal au stade olympique, en plus d'être danseuse-chorégraphe de la Grande Corrida Portugaise Taurine.
En 2000, Sonia del Rio est invitée à régler une chorégraphie au Théâtre du Rideau Vert à Montréal dans une pièce d'Ionesco. En mars, elle est nommée directrice artistique de la Muestra Cultural Ibero-latinoamericana de Montréal. Les 6 et 7 avril, elle danse Carmen, de Georges Bizet, avec l'Orchestre symphonique de la Montérégie.
En juin, elle danse Le Caprice espagnol, de Rimski-Korsakov, avec l'Orchestre symphonique de Laval. Au mois de juillet et août, Sonia del Rio réalise une tournée européenne où elle danse, à Barcelone, dans le cadre d'une conférence illustrée par le célèbre danseur Jose de La Vega, racontant la carrière de l'icône de la danse Flamenco des années 1920 et 1930, Vincente Escudero. Sonia del Rio incarne le rôle de la partenaire de ce dernier, Carmita Garcia.
Boursière du Conseil des arts et des lettres du Québec, Sonia del Rio retourne en Espagne afin de ressourcer son art. Lucia Real et Merche Esmeralda sont ses professeurs. À l'été 2001, Sonia del Rio tire sa révérence en Espagne, à Madrid, en tant qu'artiste invitée du Festival de danse du château de la Coracera le 23 juin 2001 avec la participation de l'ambassade du Canada. Elle célèbre ce soir-là, ses quarante ans de vie artistique. Ses débuts professionnels datent de 1961 avec le célèbre ballet espagnol de Pilar Lopez.
Revenue au Québec, elle ouvre une école de danse à Trois-Rivières en septembre 2001. Au printemps 2002, à la demande de la comédienne Sophie Faucher, elle réalise une chorégraphie pour la pièce de théâtre Apasionada, racontant la vie de Frida Kahlo, dans une mise en scène de Robert Lepage.
En 2008, Sonia del Rio danse au Festival international de Montguyon en France. Toujours en 2008, dans le cadre des festivités du 400e anniversaire de la fondation de la ville de Québec, elle présente, accompagnée de la comédienne France Desjarlais et du flûtiste Jean Dury, l'évolution des liens entre la France et le Québec à travers quatre cents ans d'histoire.
Entre 2005 et 2011, Sonia del Rio occupe les scènes québécoises en présentant ses conférences. Sonia del Rio illustre en dansant le parcours historique de cette production intitulée De l'Île d'Orléans jusqu'à la Contrescarpe. Le spectacle obtient de belles critiques de presse en France dans Le Journal du Sud-Ouest. Le flamenco vécu, raconté et dansé, par Sonia del Rio entre autres, aux « Belles Soirées » de l'Université de Montréal.
Anthologie de la danse espagnole est présentée au Château Ramezay avec le guitariste Serge Beauchemin au Château Dufresne, Kristin Molnar au violon et Serge Beauchemin, et à la Chapelle historique avec la pianiste Marie-Andrée Ostiguy, la comédienne Christine Lamer, les musiciens Caroline Plante, Dominique Soulard (guitaristes) et le chanteur El Chele (Jose Lumbrera).
L'orchestre Symphonique de la Montérégie, sous la direction de Marc David, présente la version concert de l'opéra Carmen de Georges Bizet. Le comédien Edgar Fruitier raconte l'histoire écrite par Prosper Merimée, Sonia del Rio danse quelques extraits du célèbre opéra. Trois-Rivières, Terrebonne, Repentigny, Magog et Joliette applaudissent Sonia del Rio dans des concerts variés.
En décembre 2010, Sonia Del Rio apparaît dans le livre d'art El Flamenco que vivi écrit par José de la Vega. Unique canadienne à paraître dans cet ouvrage, elle côtoie les grands : Antonio Gades, Ismael Galván, Merche Esmeralda et Maria Pages.

## Carrière
De 1957 à 1959, Sonia del Rio commence sa carrière de danseuse dans les cabarets sélects de Montréal, mettant à l’affiche des vedettes de la chanson telles qu'Édith Piaf, Joséphine Baker, Rina Ketty, Sammy Davis Junior et Tony Bennett. Pour ce qui est des artistes du Québec, Sonia del Rio dansera aux côtés de Michel Louvain, Muriel Millard, Les Jérolas, Monique Gaube, et les fantaisistes Ti-Gus et Ti-Mousse (Denise Hémond et Real Beland), et le pianiste Georges Tremblay et plusieurs autres. Sonia del Rio sera à l’affiche du théâtre Jean-Grimaldi aux côtés des comédiens Olivier Guimond, Juliette Petry, Manda Parent, Claude Blanchard et Jeanne Bianchi
Le 24 octobre 1960, Sonia del Rio se rend à Paris, elle y étudie la danse espagnole avec Lutyce de Luz. Elle est remarquée aussitôt par le célèbre danseur Luisillo, qui l’engage dans sa compagnie, à l’affiche au Théâtre de L'Étoile. À la suite de ce premier succès, Sonia s’installe en Espagne pour parfaire ses connaissances en danses espagnoles classique, folkloriques et Flamenco. À Madrid, elle étudie avec Hector Zaraspé (ballet classique), Pedro Azorin (danses folkloriques espagnoles), Alberto Lorca (les danses de l'Escuela Bolera) et plus tard Jose Granero (ballet classique)
En 1961, elle est remarquée par la danseuse Pilar Lopez et Sonia del Rio signe un contrat d’un an avec le ballet Pilar Lopez. Antonio Gades est le danseur-étoile de la compagnie. Cette première tournée internationale conduira Sonia en Italie, au théâtre Eliseo de Rome, ainsi qu’au Festival d’opéra des Arènes de Vérone, lequel a lieu chaque année, en été, dans l'amphithéâtre romain de la ville. Le Festival de danse du Moyen-Orient accueillera le Ballet Pilar Lopez en Syrie et au Liban. Tournée interrompue par les révolutions et conflits en Syrie et impliquant Israël. De retour en Espagne, le ballet Pilar Lopez se produira au Festival de Danza de Espana.
En 1962, Sonia del Rio est engagée comme première danseuse dans le Ballet Espagnol du célèbre danseur Jose de la Vega (prix national de chorégraphie en 1961). Laura Salinas est la danseuse-étoile. En leur compagnie, et de cinq autres danseuses et danseurs, ainsi que d'une chanteuse et pianiste classique accompagnée de guitaristes et d'un chanteur flamenco, Sonia del Rio fera ses débuts à la Salle Pleyel de Paris. Sur Sonia del Rio, Sébastien Gash, critique de ballet au Destino (magazine hebdomadaire édité à Barcelone), écrit : « Après l'avoir vue danser, chez Sonia del Rio c’est le tempérament qui domine, cette allure légère , qui semble dépourvue d'efforts, racée, noble, et ce sourire qui la suivra toujours malgré les années qui passeront. Je lui prédis une grande et longue carrière. Retenez son nom. SONIA DEL RIO, Ballet José de La Vega ».
De 1963 à 1965, Sonia del Rio réalise son rêve : danser avec le plus célèbre danseur de la planète, José Greco. José Greco est un danseur chorégraphe espagnol connu pour avoir popularisé la danse espagnole mondialement sur la scène et à l'écran, principalement dans les années 1950 et 1960. Le Tour du monde en quatre-vingts jours (1956) est le film qui fera vibrer le cœur de Sonia del Rio, et l'amènera à devenir danseuse espagnole avec l’espoir de collaborer un jour avec cet immense danseur. Avec le Ballet de José Greco, Sonia del Rio parcourra la planète (première tournée aux États-Unis et au Canada, notamment). Le Ballet José Greco sera à l’affiche, entre autres, au Lincoln Center de New York, et au Hollywood Bal Theater, un théâtre moderne d'une capacité de dix-huit mille places, accueillant des spectacles de plein air sur les hauteurs de Hollywood. À Montréal, la compagnie se produira à La Place Arts en 1963, et Sonia del Rio sera fière de danser pour les siens. La télévision de Radio Canada invitera Sonia del Rio pour des entrevues au sein de différentes émissions, et Sonia del Rio fera la une des plus grands quotidiens québécois, tant francophones qu'anglophones.
À la suite de ses immenses réussites, Sonia del Rio deviendra boursière du ministère de l'Éducation du Québec en 1965, ce qui lui permettra de parfaire ses connaissances en danse sous la direction de Jose Granero, Pedro Azorin, Alberto Lorca et Mercedes y Albano.
En octobre, novembre et décembre 1967, Sonia del Rio intègre le ballet espagnol de Mariemma, icône de la danse classique espagnole. Avec la compagnie de Mariemma, elle fera ses débuts à La Scala de Milan dans l'opéra La Vie brève de Manuel de Falla. Le Boléro de Maurice Ravel sera également à l’affiche, et Sonia del Río dansera en qualité de soliste. À la Piccola Scala de Milan, petit théâtre proche de l'illustre théâtre du même nom, la compagnie de ballet Mariemma présentera son programme traditionnel de danses espagnoles.
En 1969, elle est engagée successivement à Paris, Londres, Italie, et dans plusieurs villes de France avec le ballet de Rafael Aguilar. Concerts son et lumière dans les plus célèbres châteaux de France et d'Italie, et spectacle à Ajaccio, en Corse, ainsi qu'à Londres, au Shakespeare Theater. En France, elle se produit au château de Blois et, en Italie, au Palazzo Real de Torino (Turin).
En 1970 et 1971, elle retourne au théâtre du Châtelet (Paris, France) avec le Ballet Goyesca de Pilar de Oro et Alfredo Gil en qualité de première danseuse. Sonia tiendra le rôle de Colombine dans le tableau de la Commedia dell'Arte de l'opérette La Caravelle d’or, de Francis Lopez, mettant en vedette l'inoubliable Luis Mariano (qui, hélas terrassé par la maladie, doit abandonner son rôle au bout de quelques mois ; il meurt le 14 juillet 1970). Automne 1971 : toujours au théâtre du Châtelet, Sonia del Rio est à l’affiche de l'opérette Louisiane mes amours, de Henri Bourtayre, avec le ballet de Jacques Fabre. Cette opérette à grand spectacle ne rencontrera pas le succès escompté.
De retour à Madrid en 1972, Sonia del Rio danse à la télévision espagnole pour le festival de la chanson Eurovision. Elle danse aussi dans la comédie musicale Irma la Douce pour la télévision espagnole.
Toujours en 1972, dernière tournée de Sonia del Rio avec les plus grands ballets d’Espagne, notamment Les Ballets de Madrid, dirigés par l'incomparable danseur espagnol Antonio (Antonio Ruiz). Ce dernier invite Sonia del Rio à danser en qualité de soliste dans le ballet Le Tricorne de Manuel de Falla, inspiré par Léonide Massine, dans des costumes dessinés par Pablo Picasso. Le ballet flamenco L'Amour Sorcier, du même auteur, sera également au programme. Ces ballets sont présentés au Palais des Congrès de Madrid. Un soir, quelle ne fut pas la surprise de Sonia del Rio en apercevant la célèbre romancière et journaliste Andrée Maillet, du journal Le Devoir ! Andrée Maillet détaillera plus tard dans sa chronique hebdomadaire, avec beaucoup d’éloges et d’admiration, la prestation solo de Sonia del Rio dans le ballet Le Tricorne de Manuel de Falla.
En 1973, sur les conseils de Mariemma, directrice du Conservatoire de Madrid, Sonia del Rio s’inscrit à la Real Escuela Superior de Arte Dramatico y Danza de Madrid. Elle deviendra, en 1974, l'unique Canadienne diplômée de cette illustre institution. Rencontre de Claude Normand, directeur-photo et caméraman de Radio-Canada, à Saint-Sébastien.
De 1979 à 1981, elle est professeure invitée au Boys and Girls Club de Kahnawake (directrice : Linda Dear). De 1972 à 1980, elle est enseignante et chorégraphe en danse espagnole à l'Académie de Danse des Grands Ballets Canadiens (devenue plus tard l’École supérieure de danse du Québec).
En 1986, elle est chorégraphe à l'Opéra de Montréal. En 1987, elle est chorégraphe au Conservatoire d'Art dramatique du Québec, en 1988 à l'Opéra de Montréal, à l'Atelier d'opéra de l'Université de Montréal, au Théâtre Pluriel à l'Espace de Montréal, au Rideau Vert et à l'Opérette de Drummondville et en 1991 pour l'Atelier de Jules Scénique et Lyrique de l'Université de Montréal.
En 1998, elle est élue personnalité de la semaine du journal La Presse et reçoit le Lazo de Dama de la Orden de Isabel la Católica (Espagne), la décoration la plus élevée accordée à une artiste étrangère.
En 2000, elle est lauréate du grand prix d’expression du Québec (SPEQ) et obtient le prix du journal La Voz, décerné à l’artiste de l’année de la communauté hispanique de Montréal.